# Družmirje
Družmirje je naselje v Občini Šoštanj. Odkar je bilo v sklopu rudokopne dejavnosti Premogovnika Velenje konec 70. let 20. stoletja uničeno zaradi množičnega pogrezanja zemlje, ostaja brez prebivalcev. Danes je na področju, kjer je včasih stalo naselje, Družmirsko jezero (včasih imenovano tudi Šoštanjsko jezero).